# Ананьино (Рыбинский район)
Ананьино — деревня Арефинского сельского поселения Рыбинского района Ярославской области.
Деревня расположена к юго-востоку от центра сельского поселения села Арефино. Она стоит на левом берегу ручья Пелевин, при впадении в Пелевин притока Кисимов, который делит деревню на две половины. Деревня является локальным центром ряда деревень. Вверх по ручью Кисимов, к юго-западу от Ананьино стоят деревни Кисимово и Починок. Также в юго-западном направлении, но южнее на левом берегу ручья Пелевин стоит Пелевино. На противоположном берегу Пелевина, к востоку от Ананьино стоит деревня Княжево, ниже которой Пелевин впадает слева в реку Саха, на которой к востоку от Княжево стоит одноименная деревня Саха .
Деревня Ананьина обозначена на плане Генерального межевания Рыбинского уезда 1792 года.
На 1 января 2007 года в деревне Ананьино числилось 27 постоянных жителей . Почтовое отделение, расположенное в деревне, обслуживает в самой деревне 21 дом. Кроме того оно обслуживает деревни в юго-восточной части поселения: Бакуново, Бобылево, Борисково, Высоково, Долгий Луг, Ивановское, Кисимово, Княжево, Кузнецово, Локтево, Пелевино,  Поздняково, Поповское, Починок, Саха, Спас-Ухра, Ушаково .